# La Esperanza
La Esperanza – jednostka osadnicza w Stanach Zjednoczonych, w stanie Teksas, w hrabstwie Starr.